# Миза

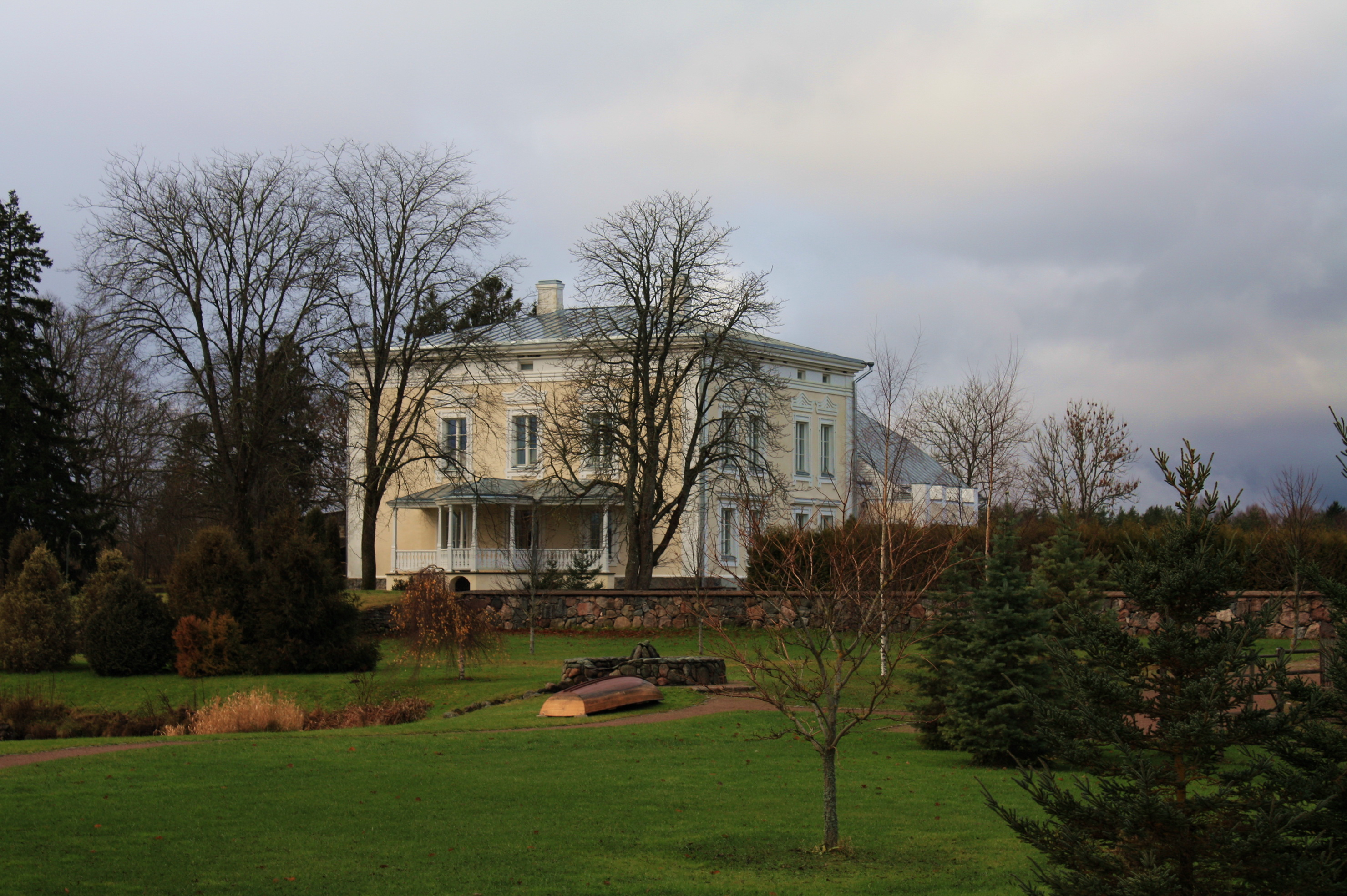
Миза Саусті

Ми́за (ест. mõis, фін. moisio, латис. muiža) — позаміська садиба з сільськогосподарськими будівлями, помістя (швед. håff, нім. Gutshof), переважно в країнах Балтії.
У Росії термін належав петербурзькому говору і вживався переважно в північній, західній і південно-західній частинах Петербурзької губернії (Ленінградська область) — колишньої території Інгерманландії (Іжорії), на теперішній час є застарілим.
У XVII—XVIII століттях мизами називалися окремі маєтки з сільськогосподарськими будовами, які слугували основою адміністративно-територіального поділу Інгерманландії.
Власник, орендар чи управитель мизи називався ми́зником.

## Мизи Естонії
- Миза Мууга
- Миза Альбу
- Миза Кальві
- Миза Інью
- Миза Пядасте
- Миза Віхула
- Миза Рійдая
- Миза Сагаді
- Миза Олуствере
- Миза Вяйкемийза
- Миза Сауе
- Миза (замок) Лайтсе
- Миза Маарду
- Миза Кярстна
- Миза Сааре
- Миза Ийзу
- Миза Мяетагузе
- Миза Анія
- Миза Алу
- Миза Лаупа
- Миза Янеда
- Миза Хійу-Сууремийза
- Миза (замок) Алатсківі
- Миза (палац) Пуурмані
- Миза (замок) Унгру
- Миза Роосна-Алліку
- Миза Палмсе
- Миза (замок) Таагепера
- Фортеця і миза Вао
- Фортеця і миза Поркуні
- Фортеця і миза Ліхула
- Миза Вазалемма
- Фортеця і миза Кійю
- Монастир та миза Падізе
- Миза (замок) Пильтсамаа
- Фортеця (фортеця-миза) Пуртсе
- Замок Глена (перенаправлення Миза Мустамяе) — миза (замок) побудована в 1886 р. за проєктом фон Глена
- Миза Хеймталі
- Миза Моосте